# Prise de Malines (1792)
Ne doit pas être confondu avec Prise de Malines (1794).
Première Coalition
Batailles
La prise de Malines est un court épisode des débuts de la Première Coalition, victorieux pour les troupes françaises de général Stengel qui s'emparent de la ville le 27 brumaire an I (17 novembre 1792) .

## Prise de la ville en 1792
Après la victoire de Jemmappes, l'armée du Nord s'avança en Belgique. 
Le 27 brumaire an I (17 novembre 1792) les habitants de Malines, fatigués du joug de la maison d'Autriche, ouvrirent les portes de la ville au général Stengel qui accorda à la garnison de Malines, de rejoindre le gros de l'armée impériale avec armes et bagages, mais les arsenaux et magasins appartenant à l'Empereur demeurèrent au pouvoir des Français.